# Skipper & Skito
Skipper & Skito (im Original: Skipper & Skeeto) ist eine dänische Zeichentrickserie, die zwischen 2000 und 2001 produziert wurde.

## Handlung
Im idyllischen Paradies Park leben unterschiedliche Tiere meist friedlich miteinander: Molly Maus, die einmal auf den Mond reisen will, Kater Conrad, der gerne ein König wäre, der clevere Frosch Fungy sowie Skipper und Skito. Skipper und Skito sind ein Maulwurf und Moskito und dicke Freunde, die durch dick und dünn gehen und viele Abenteuer erleben.

## Produktion, Veröffentlichung und Computerspiele
Die Serie wurde zwischen 2000 und 2001 von Animation Enterprises und Egmont Imagination in Dänemark produziert. Dabei sind 26 Folgen entstanden.
Die deutsche Erstausstrahlung fand am 4. Juni 2001 auf Super RTL statt. Zudem erschien die Serie auf DVD und VHS.
Bereits seit 1996 erschienen mehrere Computerspiele zu den Abenteuern von Skipper und Skito, im deutschen Sprachraum vor Erscheinen der Serie zunächst noch unter dem Namen Max und Mario. In diesen spielen die Hexe Donnerbesen sowie der zwielichtige Geschäftsmann Dr. Düster eine Rolle, welche das friedliche Leben der Tiere im Paradiespark bedrohen, was die beiden Protagonisten zu verhindern haben.

## Episodenliste
| Folge | deutscher Titel                  | deutsche Erstausstrahlung |
| 1     | Der verschwundene See            | 04.06.2001                |
| 2     | Königin gesucht                  | 05.06.2001                |
| 3     | Der einbeinige Trampelsaurus     | 06.06.2001                |
| 4     | Das Hallofon                     | 07.06.2001                |
| 5     | Geisterstunde                    | 08.06.2001                |
| 6     | Wo steckt Ruben?                 | 11.06.2001                |
| 7     | Land unter!                      | 12.06.2001                |
| 8     | Der Sandmann                     | 13.06.2001                |
| 9     | Der Schneemaulwurf               | 14.06.2001                |
| 10    | Der Talentwettbewerb             | 15.06.2001                |
| 11    | Geheimnisvolle Geschenke         | 18.06.2001                |
| 12    | Der Herumtreiber                 | 19.06.2001                |
| 13    | Freddies Familienschatz          | 20.06.2001                |
| 14    | Frühjahrsputz                    | 21.06.2001                |
| 15    | Eins, Zwei, Drei, wir sind dabei | 22.06.2001                |
| 16    | Gut, wenn man einen Freund hat!  | 25.06.2001                |
| 17    | Das Kopf-an-Kopf-Rennen          | 26.06.2001                |
| 18    | Conrad und der Käse              | 27.06.2001                |
| 19    | Jodelfreie Zone!                 | 28.06.2001                |
| 20    | Das Geisterhaus                  | 29.06.2001                |
| 21    | Die Honig-Krise                  | 02.07.2001                |
| 22    | Goldfieber im Paradies-Park      | 03.07.2001                |
| 23    | Die Zeitkapsel                   | 04.07.2001                |
| 24    | Der große Hunger                 | 05.07.2001                |
| 25    | Der Tag der guten Taten          | 06.07.2001                |
| 26    | Der Maskenball                   | 09.07.2001                |